# Carlos Zubizarreta
Carlos Zubizarreta là một nhà văn sinh ra ở Asunción, Paraguay vào năm 1904.

## Tuổi thơ và tuổi trẻ
Zubizarreta học tại Colegio San José ở Asunción và theo học ngành luật tại Universidad Nacional de Asunción. Ông là người sáng lập và giám đốc tạp chí văn hóa "Juventud" (Tuổi trẻ) và cộng tác viên của tạp chí "Alas" (Đôi cánh). Ông được coi là người kể chuyện, nhà văn tiểu luận hay nhất và nhà văn tao nhã nhất trong lịch sử văn học Paraguay thế kỷ 20.

## Tác phẩm
| Năm  | Nhan đề |
| ---- | --- |
| 1957 | "Capitanes de la aventura", về hai cái tên quan trọng trong lịch sử chinh phục Paraguay của Tây Ban Nha, Domingo Martínez de Irala và Alvar Núñez Cabeza de Vaca |
| 1965 | "Historias de mi ciudad" |
| 1961 | "Cien vidas paraguayas" |
| 1966 | "Los grillos de la duda" |
| 1969 | Một tuyển tập truyện kể, và "Crónica y Ensayo" |

## Những năm cuối đời
Ông qua đời ở Asunción năm 1972.